# The Little Minister
The Little Minister (bra Sangue Cigano) é um filme estadunidense de 1934, do gênero drama romântico, dirigido por Richard Wallace, com roteiro de Jane Murfin, Sarah Y. Mason, Victor Heerman, Mortimer Offner e Jack Wagner baseado no romance The Little Minister, de James M. Barrie (Londres, 1891), e em sua peça teatral homônima (Nova York, 1897).

## Sinopse
Numa comunidade rural da Escócia na década de 1840, Gavin se torna o jovem ministro da igreja local e acaba conhecendo uma bela cigana, por quem se apaixona. Esse amor, no entanto, deverá enfrentar uma série de obstáculos. 

## Elenco
- Katharine Hepburn ...  Barbara 'Babbie'
- John Beal         ...  rev. Gavin Dishart
- Alan Hale         ...  Rob Dow
- Donald Crisp      ...  dr. McQueen